# Bartłomiej Maria Boba

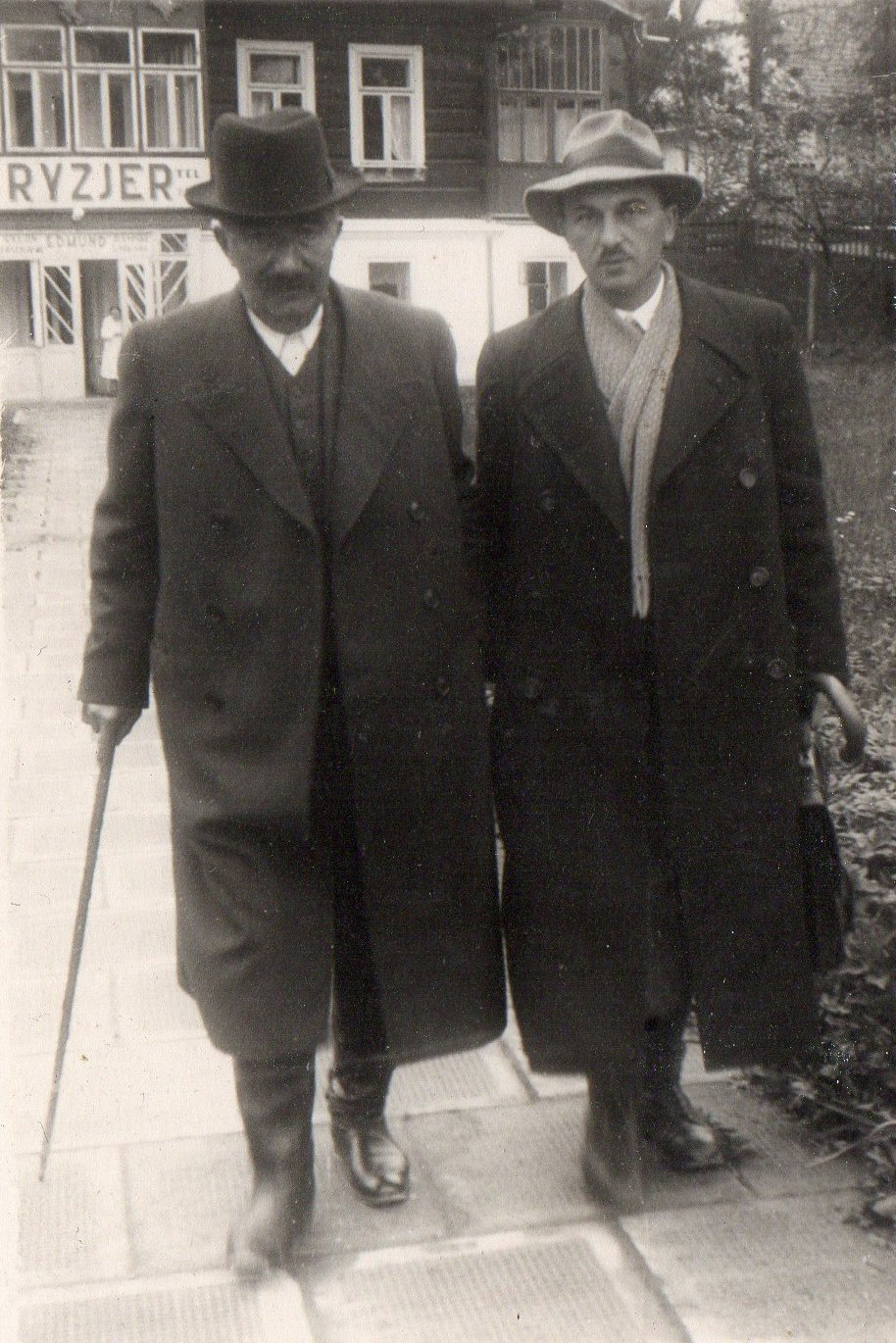
Wincenty Witos i Bartłomiej Maria Boba (w latach 30.)

Bartłomiej Maria Boba (ur. 15 sierpnia 1899 w Polance Wielkiej, zm. 16 grudnia 1984 w Bielsku-Białej) – inżynier rolnictwa, pedagog, edukator domowy, działacz społeczny i antykomunistyczny, bibliofil, kolekcjoner. Pracownik izb rolniczych. Wieloletni nauczyciel i dyrektor szkół rolniczych. Wicekonsul w Konsulacie Generalnym Rzeczypospolitej Polskiej w Nowym Jorku.

## Życiorys

### Dzieciństwo i młodość
Bartłomiej Maria Boba urodził się w 1899 roku we wsi Polanka Wielka w powiecie oświęcimskim w Małopolsce, w rodzinie kmiecej. Jego rodzicami byli Rozalia z Odrobinów (1865–1905) i Mikołaj Boba (1853–1928). Ojciec posiadał duże gospodarstwo rolne: pola, łąki, sady, lasy, stawy, karczmę i sklep. Bartłomiej miał cztery siostry: Bronisławę, Jadwigę, Hannę, Stanisławę oraz jedną siostrę przyrodnią z drugiego małżeństwa ojca – Władysławę.
W 1905 roku rozpoczął naukę w Szkole Ludowej w Polance Wielkiej, potem od 1911 roku uczęszczał do Prywatnego Gimnazjum Realnego Towarzystwa Szkoły Ludowej w Białej (aktualnie II Liceum im. Adama Asnyka w Bielsku-Białej). W tym okresie należał do I Drużyny Skautowej w Białej przy Towarzystwie Gimnastycznym „Sokół”, gdzie był zastępowym zastępu „Wilki”. Naukę przerwał mu wybuch I wojny światowej, na czas której wrócił do rodzinnej Polanki Wielkiej i pomagał w gospodarstwie ojca. Po wojnie wrócił do nauki. W ciągu jednego roku nadrobił zaległości i już w roku 1920 zdał egzamin dojrzałości.
Następnie ochotniczo wstąpił do 8 Pułku Ułanów, gdzie przygotowywał się do wzięcia udziału w wojnie polsko-bolszewickiej, lecz zanim został wysłany na front, podpisano zawieszenie broni.
Naukę kontynuował od grudnia 1920 roku na Akademii Rolniczej w Bydgoszczy, którą ukończył w lipcu 1922 roku, uzyskując tytuł zawodowy dyplomowanego agronoma (z czasem zamieniony na tytuł inżyniera rolnika). Następnie podjął naukę na Uniwersytecie Poznańskim na wydziale Prawa Ekonomicznego.
Podczas pobytu w Poznaniu pracował w Polskim Banku Krajowym i w Wydziale Nasiennym Wielkopolskiej Izby Rolniczej.
Od roku 1923 do 1924 był prywatnym nauczycielem synów ordynata Twardowskiego w Kobylnikach, gdzie zajmował się także zarządzaniem majątkiem ziemskim.
Potem pracował jako referent w Wydziale Produkcji Rolnej Śląskiej Izby Rolniczej, skąd skierowano go na stanowisko kierownika Zimowej Szkoły Rolniczej w Tarnowskich Górach. Piastował je do wyjazdu do Stanów Zjednoczonych.

### Pobyt w Stanach Zjednoczonych
Bartłomiej Maria Boba wyjechał do Stanów Zjednoczonych w 1925 roku. Na początku swojego pobytu studiował naukową organizację pracy, będąc zatrudnionym w zakładach przemysłowych Henryʼego Forda w Detroit.
Podróżował po Stanach Zjednoczonych, odwiedzając uniwersytety, stacje badawcze oraz inne instytucje i zakłady. Między innymi odwiedził ogrody Luthera Burbanka w Santa Rosa w Kalifornii.
W 1927 roku zaczął pracować jako nauczyciel języka polskiego i literatury polskiej w College w Cambridge Springs, założonym przez Związek Narodowy Polski w 1912 roku.
Potem przeniósł się do Nowego Jorku, gdzie najpierw pracował w redakcji „Kuriera Narodowego”, a następnie w 1930 roku w Konsulacie Generalnym Rzeczypospolitej Polskiej w Nowym Jorku na stanowiskach referenta wydziału handlowego i wicekonsula.
W tym czasie udzielał się aktywnie w życiu kulturalnym i politycznym polskiej imigracji w USA, prowadząc wykłady i biorąc udział w spotkaniach tamtejszej społeczności.
Wygłosił między innymi wykłady: dla Instytutu Pomocy Naukowej pod tytułem „Robotnik, maszyna czy organizacja w zakładach Forda” w Domu Polskim oraz dla Towarzystwa Pomocy Naukowej wykład w cyklu Nowoczesna literatura polska.
Uczestniczył w uroczystościach: imienin Marszałka Józefa Piłsudskiego organizowanych przez Komitet Złączonych Towarzystw w Domu Narodowym (23 marca 1930 roku) oraz w obchodach rocznicy Konstytucji 3 maja, połączonych z wielkim jubileuszem z okazji 25-lecia założenia grupy 677 (11 maja 1930 roku) jako oficjalny reprezentant Konsulatu Generalnego w Nowym Jorku, gdzie w obu przypadkach wygłosił przemowy.

### Okres międzywojenny po powrocie ze USA oraz czas okupacji
Po powrocie ze Stanów Zjednoczonych wrócił do rodzinnej Polanki Wielkiej i zajął się pracą oświatową na wsi. W tym okresie często wyjeżdżał do Warszawy, gdzie udzielał się w życiu politycznym. Podjął także pracę w Banku Osadniczym w Warszawie, dla którego poszukiwał osadników do majątku Szymkowice. Następnie pracował w Szkole Rolniczej w Wielkim Tarpnie (obecnie dzielnica Grudziądza) na stanowisku instruktora hodowlanego.
Później przeprowadził się do Krakowa, gdzie pracował w Krakowskiej Izbie Rolniczej jako jej sekretarz. W 1937 roku wyjechał z Krakowa i podjął pracę w Wysokogórskiej Szkole Rolniczej w Nowym Targu, a potem w Górskiej Szkole Rolniczej w Łososinie Górnej, gdzie wykładał hodowlę zwierząt. W międzyczasie pracował dla czasopisma „Hasło Ogrodniczo-Rolnicze”, w przedsiębiorstwie Hodowla Nasion i Dom Rolniczy oraz wygłaszał serie wykładów dla Katolickiego Stowarzyszenia Młodzieży Męskiej. W Łososinie Górnej zastał go wybuch II wojny światowej. Okres okupacji spędził w Krakowie, pracując w Podhalańskiej Spółdzielni Owocarskiej oraz Biurze Ekspedycyjno-Transportowym Pawła Wysockiego. W Krakowie też poznał swoją przyszłą żonę Danutę Wasinównę (ur. 27.01.1921 w Krakowie), z którą wziął ślub 15 sierpnia 1944 roku w kościele Bożego Ciała w Krakowie.

## Walka o pluralizm w szkolnictwie w powojennej Polsce
Po zakończeniu wojny otrzymał posadę dyrektora w Liceum Rolniczo-Mechanicznym w Kozach, dokąd przeprowadził się z rodziną. Następnie został przeniesiony do dwuletniego Liceum Hodowlanego w Pałacu Lenno w Łupkach k. Wlenia, także na stanowisko dyrektora tamtejszej placówki, gdzie pracował do 1949 roku. Po zakończeniu pracy w Pałacu Lenno w roku 1950 pracował jeszcze w Powiatowym Związku Spółdzielni „Samopomoc Chłopska” w Białej Krakowskiej, gdzie był kierownikiem Działu Skupu w Kozach, i w Ośrodkach Maszynowych w Powiatowym Inspektoracie w Białej Krakowskiej. Został zwolniony z pracy za uczęszczanie do kościoła i dawanie tym złego przykładu załodze. Pracował również w Majątku Doświadczalnym Uniwersytetu Jagiellońskiego w Mydlnikach, jednak ze względu na swoje poglądy polityczne wszedł w konflikt z aparatem państwowym i w roku 1950 zakończył karierę zawodową, usłyszawszy, że dla osób takich jak on w Rzeczypospolitej Ludowej nie ma miejsc pracy.
W międzyczasie rodzi mu się czworo dzieci (Bogumiła ur. 9.08.1945, Bogusław ur. 20.07.1947, Bogdan ur. 20.07.1947 i Bolesława ur. 14.08.1949).
Bartłomiej Boba postanowił nie posyłać swoich dzieci do szkoły publicznej ze względu na panujący w Polsce ustrój i jego odzwierciedlenie w programie nauczania. Tak samo postąpił z trzecią córką, Bożeną (ur. 26.04.1967), która jednak ze względu na zmiany ustrojowe uczęszczała już od 1981 roku do l Liceum Ogólnokształcącego im B. Nowodworskiego w Krakowie.
Decyzja ta miała dla niego wielkie znaczenie i stała się przyczyną batalii o wychowanie dzieci w Polsce w duchu patriotycznym i katolickim.
Władza ludowa nakazała państwu Boba posyłać swoje dzieci do publicznych szkół. Od tej decyzji Bartłomiej odwoływał się wielokrotnie do Kolegium przy Prezydium Powiatowej Rady Narodowej w Białej, Kolegium przy Prezydium Wojewódzkiej Rady Narodowej w Stalinogrodzie (obecnie Katowicach), Rady Ministrów w Warszawie, Sądu Powiatowego w Bielsku-Białej, Sądu Okręgowego w Katowicach, Rady Ministrów na ręce premiera Józefa Cyrankiewicza w Warszawie, Sądu Najwyższego w Warszawie na przestrzeni lat 1952–1974. W tzw. czasach stalinowskich w sprawie szkolnej odbyło się 18 rozpraw sądowych, włącznie z wyrokiem pozbawienia praw rodzicielskich i przekazania dzieci do domów dziecka w roku 1955. Wyrok ten nigdy nie został wykonany dzięki heroicznej odwadze Bartłomieja Boby i wymuszeniu na Radzie Ministrów dopuszczenia do egzaminu trojga jego dzieci podlegających wówczas obowiązkowi szkolnemu. Bogumiła, Bogdan i Bogusław zdali ten egzamin pozytywnie.
W swojej sprawie Bartłomiej Boba, odwołując się do zapisu w konstytucji mówiącego o obowiązku kształcenia dzieci, a nie posyłania ich do szkoły, udowadniał, że zapis ten pozwala rodzicom na wychowywanie dzieci zgodnie z własnym światopoglądem, co w przypadku uczęszczania do szkoły, w której obowiązywał światopogląd ateistyczny, byłoby niemożliwe.
W roku 1961 państwo Bobowie wygrali batalię sądową. Sędzia Sądu Powiatowego w Bielsku-Białej, pan Baranowski, wydał wyrok zobowiązujący ich do sprawdzenia na drodze egzaminów państwowych możliwości kształcenia własnych dzieci z zakresu obowiązującego programu nauczania szkoły podstawowej w Polsce (w owym czasie tylko szkoła podstawowa była objęta obowiązkiem nauczania). Ponieważ wszystkie egzaminy czworo dzieci państwa Bobów zdało pozytywnie (ostatni egzamin z klasy 7 Bolesława zdała w 1962 roku), nie było już podstawy prawnej do kontynuacji prześladowania rodziny rozprawami sądowymi i wyrokami skazującymi za rzekome nieprzestrzeganie prawa w kwestii kształcenia dzieci. W przypadku piątego dziecka, córki Bożeny, kurator w Bielsku-Białej, na podstawie wcześniejszego wyroku, przyznał prawo do nauczania jej w systemie eksternistycznym – kształcenia domowego, zobowiązując rodziców do tego, żeby córka zdawała co roku egzamin z kolejnych klas szkoły podstawowej.
Trwająca od 1952 do 1962 walka o duszę dziecka polskiego – jak zwykł nazywać Bartłomiej Boba swoją batalię z systemem komunistycznym o pluralizm w oświacie i istnienie katolickiej szkoły, zakończyła się połowicznym zwycięstwem. Nie otwarto bowiem w Polsce katolickiej szkoły, ale pozwolono państwu Bobom kształcić swoje dzieci w sposób zgodny z własnymi przekonaniami i sumieniem. Wyrok pozbawienia praw rodzicielskich nigdy nie został wykonany, pomimo iż rodzice pięciorga dzieci nie poddali się obowiązującemu systemowi ateistycznego i komunistycznego wychowywania młodzieży.
Walka ta dotyczyła zapewnienia polskim dzieciom zgodnej z sumieniem rodziców edukacji, gdzie oprócz szkoły ateistycznej zgodnej z linią partii rządzącej w PRL istniałaby szkoła katolicka. Bartłomiej Boba oparł swoją argumentację na gwarantowanej przez konstytucję wolności wyznania i sumienia; uważał, że ustawa o szkolnictwie była częściowo sprzeczna z ustawą zasadniczą.
Wraz z osiągnięciem przez Bartłomieja Bobę kontynuacji zgody na eksternistyczne indywidualne nauczanie ostatniej córki Bożeny w latach 70.–80., zaistniał w powojennej historii Polski precedens domowej, niezależnej edukacji. Precedens, który stanowił wyłom w komunistycznej praktyce edukacyjnej i uchylił drzwi późniejszej niezależnej oświacie.
Pomimo nieuczęszczania do szkoły wszystkie dzieci państwa Bobów są osobami wykształconymi:
- lek. med. Bogumiła Boba – chirurg ogólny, spec. traumatolog-ortopeda, była posłanka do sejmu I kadencji w latach 1991–1993, radna powiatu pszczyńskiego od 2006 r.;
- inż. Bogdan Boba ukończył z wyróżnieniem kierunek inżynieria materiałowa i ceramika na Wydziale Chemicznym Akademii Górniczo-Hutniczej w Krakowie oraz studia podyplomowe w zakresie przygotowania pedagogicznego do zawodu nauczyciela w Wyższej Szkole Biznesu National-Louis University.
- Bogusław Boba[7] – uzyskał eksternistycznie na podstawie prac i działalności twórczej tytuł artysty plastyka oraz otrzymał dyplom studium metodyki nauczania plastyki Instytutu Kształcenia Nauczycieli w Bielsku-Białej.
- mgr Bolesława Habdank-Wojewódzka, nauczyciel dyplomowany wychowania plastycznego i wiedzy o kulturze (Uniwersytet Marii Curie-Skłodowskiej), arteterapeuta (Uniwersytet Pedagogiczny w Krakowie)_, podyplomowe studia edukacji niezależnej – spec. pedagogika walfdorska (Uniwersytet Warszawski)[potrzebny przypis],
- mgr Bożena Boba-Dyga[8] – magister sztuki w zakresie konserwacji i restauracji malarstwa (Akademia Sztuk Pięknych w Krakowie).

Bartłomiej Boba zmarł 16.12.1984 roku w Bielsku-Białej, nie doczekawszy upadku komunizmu, z którym tak długo walczył. Jego pełna determinacji heroiczna postawa i działalność, podobna do postawy Michała Drzymały, może być symbolem walki z komunistycznym wychowaniem i ateizacją dzieci i młodzieży.
Choć systemu edukacyjnego w PRL nie zmienił, odważnie i konsekwentnie bronił prawa rodziców do wychowania dzieci zgodnie z własnym światopoglądem.

## Kolekcja i biblioteka
Bartłomiej Boba był także kolekcjonerem i bibliofilem. Stworzył kolekcje instrumentów muzycznych, broni białej i dzieł sztuki, między innymi obrazów Wojciecha Kossaka czy Jana Kazimierza Dzielińskiego, z którym się przyjaźnił. Jednak największą uwagę i zaangażowanie poświęcił swojej bibliotece liczącej około 9 tysięcy książek z rozmaitych dziedzin. Największa jej część dotyczyła historii, zwłaszcza ojczystej.

## Upamiętnienie
Jest bohaterem filmu dokumentalnego z 2022 pt. W imię najwyższych wartości o walce o wolność wychowania i edukacji dzieci w PRL. Film powstał według scenariusza i w reżyserii Piotra Augustynka. Historia Bobów została również opisana w książce dr Magdaleny Giercarz-Borkowskiej pt. Edukacja domowa od tradycji ku współczesności.